# 新昌表氏
新昌表氏（シンチャンピョし、朝鮮語: 신창표씨）は、朝鮮の氏族の一つ。本貫は忠清南道牙山市である。2015年の調査では、28,894人である。
始祖は、中国後周の吏部尚書だった表大㺪である。表大㺪は、後周滅亡後の960年に高麗に帰化した。その後、表大㺪の子孫の表仁呂が忠粛王代に左理功臣に任命され、温昌伯に封ぜられたことから新昌表氏は創始された。